# Martin Kolberg

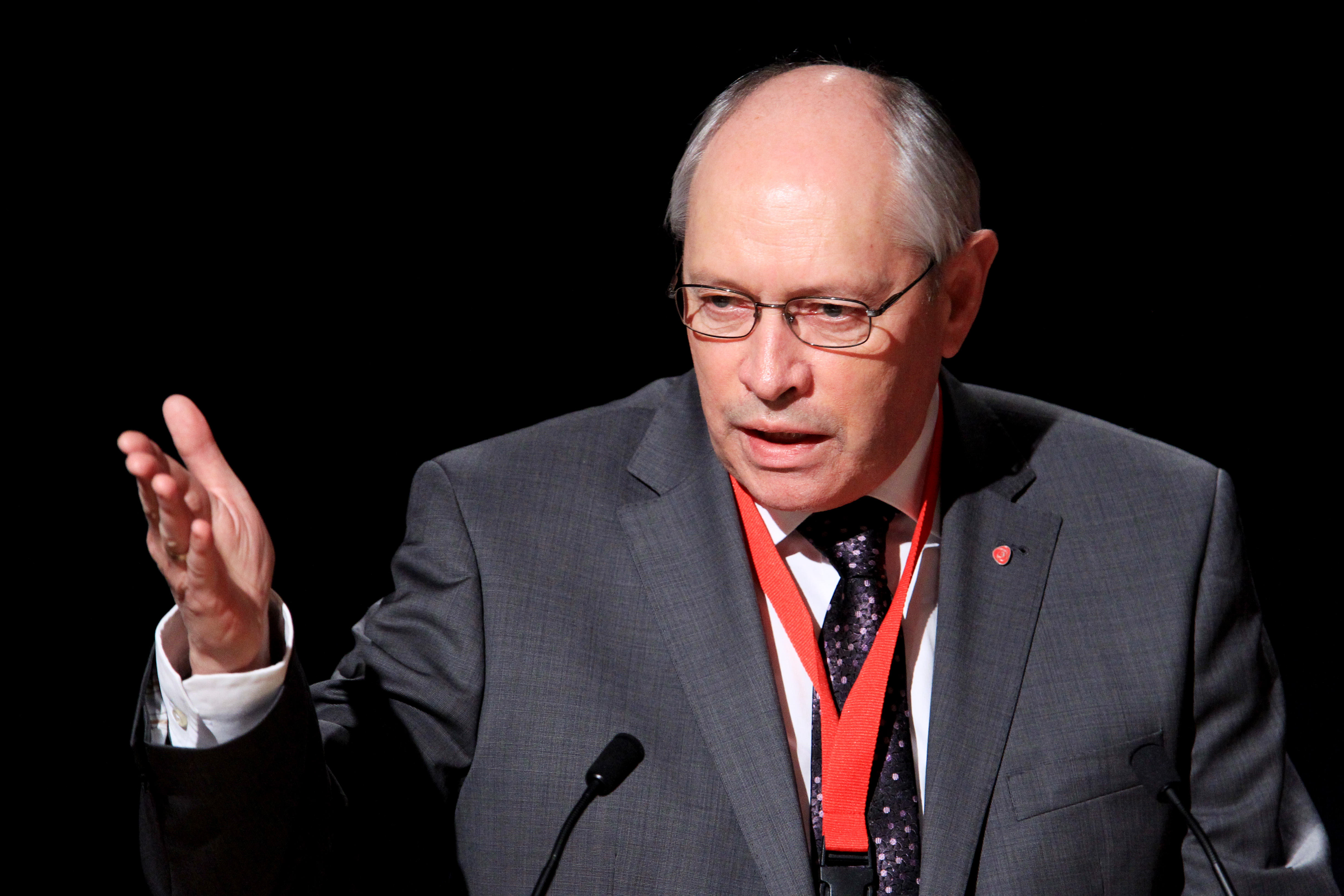
Martin Kolberg, 2010

Martin Arvid Kolberg (* 24. Februar 1949 in Drammen) ist ein norwegischer Politiker der sozialdemokratischen Arbeiderpartiet (Ap). Von Juli 1995 bis Oktober 1997 war er Staatssekretär, von 2001 bis 2009 Parteisekretär und von 2009 bis 2021 Abgeordneter im Storting.

## Leben
Kolberg, der aus einer Arbeiterfamilie stammt, wuchs in der Kommune Lier auf. Er begann im Alter von 15 Jahren zu arbeiten und wurde Mitglied in der Gewerkschaft Landsorganisasjonen i Norge (LO). Im Laufe der Zeit besuchte er die Berufsschule im Elektrotechnikzweig und arbeitete als Hilfsarbeiter in einer Schuhfabrik, als Briefträger, als Hilfsarbeiter in der mechanischen Industrie und als Laborassistent bei einer Kabelfabrik. Ein Studium an der Technischen Hochschule in Oslo brach er ab.
Im Jahr 2021 kam die von Hege Ulstein über Martin Kolberg verfasste Biografie Tillitsmannen heraus.

## Parteikarriere
Kolberg begann sich zu Beginn der 1970er-Jahre in der Arbeiderpartiet zu engagieren. Von 1973 bis 1977 arbeitete er als Organisationssekretär seiner Partei. Im Jahr 1977 wurde er zum Sekretär der Ap-Parteijugend Arbeidernes Ungdomsfylking (AUF) gewählt. Er blieb bis 1981 in dieser Position. Anschließend war er bis 1986 erneut als Organisationssekretär der Arbeiderpartiet tätig. Von 1986 bis 1992 fungierte Kolberg schließlich als Büroleiter für die Partei. In den Jahren von 1992 bis 1995 sowie von 1997 bis 2001 arbeitete er für die Arbeiderpartiet-Fraktion im Storting als Sekretariatsleiter. Im Jahr 1995 wurde er Mitglied im Parteivorstand der Arbeiderpartiet.
Die Tatsache, dass Kolbergs Jugendfreund Thorbjørn Jagland Kolberg nicht weiter als Stabschef einsetzte, als Jagland Ministerpräsident wurde, führte im Jahr 1996 zum Bruch zwischen den beiden. Als es zwischen Jens Stoltenberg und Jagland schließlich zu einem parteiinternen Führungsstreit kam, positionierte sich Kolberg schließlich auf der Stoltenbergs Seite. Kolberg wurde daraufhin im Jahr 2001 zum Parteisekretär der Arbeiderpartiet gewählt. Als solcher war er bis 2009 unter Jens Stoltenberg tätig.

## Öffentliche Ämter
Im Jahr 1971 wurde er im Alter von 22 Jahren Mitglied im Kommunalparlament von Lier. Er blieb bis ins Jahr 1979 Mitglied im Kommunalparlament.

### 1995–1997: Staatssekretär
Am 13. Juli 1995 wurde er unter Ministerpräsidentin Gro Harlem Brundtland zum Staatssekretär im Amt der Ministerpräsidentin, dem Statsministerens kontor, ernannt. Kolberg fungierte zu dieser Zeit als Stabschef für Brundtland. Als am 25. Oktober 1996 Thorbjørn Jagland zum neuen Ministerpräsidenten ernannt wurde, wechselte Kolberg als Staatssekretär in das Verteidigungsministerium. Dort war er bis zum Abtritt der Regierung Jagland am 17. Oktober 1997 als Staatssekretär unter Verteidigungsminister Jørgen Kosmo.

### 2009–2021: Stortingsabgeordneter
Bei der Parlamentswahl 2009 zog Kolberg erstmals direkt für den Wahlkreis Buskerud in das norwegische Nationalparlament, das Storting, ein. Zuvor vertrat er bereits im Oktober 2001 für einige Tage seinen Parteikollegen Thorbjørn Jagland, der als Mitglied der Regierung sein Mandat ruhen lassen musste. Kolberg wurde im Oktober 2009 stellvertretender Vorsitzender des Kontroll- und Verfassungsausschusses. Zudem fungierte er in der von Herbst 2009 bis Herbst 2013 andauernden Legislaturperiode als stellvertretender Fraktionsvorsitzender der Arbeiderpartiet.
Nach der Wahl 2013 wurde er der Vorsitzende des Kontroll- und Verfassungsausschusses. Im Anschluss an die Stortingswahl 2017 wechselte er in den Außen- und Verteidigungsausschuss. Kolberg selbst äußerte sich später kritisch darüber, dass ihn die Partei ohne Rücksprache in den prestigeträchtigen Ausschuss entsandte, da er selbst kaum Englisch beherrsche. Im Mai 2020 gab er bekannt, dass er bei der Parlamentswahl 2021 nicht erneut für ein Mandat im Storting kandidieren wolle. In der Folge schied er im Herbst 2021 aus dem Parlament aus.

## Positionen
Kolberg setzte sich als Politiker für eine stärkere Verbindung zwischen der Arbeiderpartiet und den Gewerkschaften ein.